# 1 Coríntios 14
1 Coríntios 14 é o décimo-quarto capítulo da Primeira Epístola aos Coríntios, de autoria do Apóstolo Paulo, no Novo Testamento da Bíblia.

## Estrutura
A Tradução Brasileira da Bíblia organiza este capítulo da seguinte maneira:
- 1 Coríntios 14:1-25 - O dom de profecia é superior ao dom de línguas
- 1 Coríntios 14:26-40 - A necessidade de ordem no culto